# Estació de Parets del Vallès
Parets del Vallès és una estació de ferrocarril propietat d'Adif situada a la població de Parets del Vallès, a la comarca del Vallès Oriental. L'estació es troba a la línia Barcelona-Ripoll, per on circulen trens de la línia R3 de Rodalies de Catalunya operats per Renfe Operadora.
Aquesta estació de l'antiga línia de Barcelona a Sant Joan de les Abadesses (actualment el tram Ripoll - Sant Joan és una via verda) va entrar en servei l'any 1886, quan es va obrir un nou ramal per evitar pagar un cànon a MZA per utilitzar la línia de Girona, des de Granollers Centre, per arribar a Barcelona. Aquest nou ramal de Sant Martí de Provençals a Llerona finalment només es va construir fins a Montcada, on enllaça amb la línia de Manresa.
L'any 2019 va registrar l'entrada de 387.000 passatgers.

## Serveis ferroviaris
| Rodalia de Barcelona      |                     |                                              |                       |                                      |
| Procedència/Destinació    | <                   | Línia                                        | >                     | Procedència/Destinació               |
| L'Hospitalet de Llobregat | Mollet - Santa Rosa |                                              | Granollers-Canovelles | Granollers-Canovelles La Garriga Vic |
| L'Hospitalet de Llobregat | Mollet - Santa Rosa | Ripoll / Ribes de Freser / La Tor de Querol¹ | Granollers-Canovelles |                                      |
| Projectat                 |                     |                                              |                       |                                      |
| Mataró                    | Montmeló Nord       | Línia Orbital                                | Mollet - Santa Rosa   | Vilanova i la Geltrú                 |

¹ En aquesta estació paren els regionals cadenciats direcció Ripoll / Ribes de Freser / Puigcerdà / La Tor de Querol.